# اردوگاه کار اجباری یاسنواتس
اردوگاه کار اجباری یاسنواتس (انگلیسی: Jasenovac concentration Camp) در دوران جنگ جهانی دوم در دولت مستقل کروواسی بنا شد. این اردوگاه توسط رژیم اوستاشه (جنبش انقلابی کروواسی) بنا نهاده شده بود. در حالی که یکی از بزرگترین اردوگاه‌های مرگ در اروپا به حساب می‌آمد توسط نازی‌ها اراده نمی‌شد.
این اردوگاه که از جمع پنج اردوگاه کوچک تشکیل شده بود، بین سال‌های ۱۹۴۱ تا ۱۹۴۵ نزدیکی روستای یاسنواتس قرار داشت. اغلب قربانیان آن قومیت صرب، کروات‌های ناراضی، مخالفان فاشیسم، یهودی‌ها و کولی‌ها و مسلمانان بودند.
وسعت این اردوگاه ۲۱۰ کیلومتر مربع بود. از زمان جنگ جهانی دوم تا به حال، بر سر تعداد قربانیان این اردوگاه در دوران سه سال و نیمی که دایر بود اختلاف نظرهای زیادی وجود دارد. به تدریج و با گذشت ۱۵ سال از جنگ، تعداد هفتصد هزار قربانی به صورت عمومی پذیرفته شده بود. این رقم بسیار بیشتر از آمار واقعی است، و مقامات دولت یوگسلاوی که از تعداد بسیار کمتر قربانیان آگاه بودند، این واقعیت را به صورت یک راز نگاه داشتند. موزه یادبود هولوکاست ایالات متحده آمریکا تعداد کشته شدگان در این اردوگاه را بین ۷۷ هزار تا ۹۹ هزار نفر عنوان کرده است.

## وب سایت رسمی اردوگاه مرگ یاسنواتس
- http://www.jusp-jasenovac.hr/Default.aspx?sid=6711